# Kuta
Kuta er en by på det sydlige Bali, Indonesien. Byen er en tidligere fiskerlandsby og var en første byer på Bali der fik en betydelig turistindustri, og er stadig en af Indonesiens største turistdestinationer. Den er internationalt kendt for dens lange sandstrande, mange restauranter og barer, og nærliggende Ngurah Rai lufthavn.
Kuta har to gange været offer for terrorbomber, den 12. oktober 2002 (202 dræbt) og 1. oktober 2005 (26 dræbte).